# Cladonia borealis
Cladonia borealis är en lavart som beskrevs av S. Stenroos. Cladonia borealis ingår i släktet Cladonia och familjen Cladoniaceae.  Arten är reproducerande i Sverige. Inga underarter finns listade i Catalogue of Life.